# Dorothea Köring
Dorothea "Dora" Köring (Chemnitz, 11 de julho de 1880 – Dresden, 13 de fevereiro de 1945) foi uma tenista alemã.
Em Estocolmo 1912, foi campeã olímpica em duplas mistas com Heinrich Schomburgk e foi medalhista de prata em simples. Dora Köring faleceu em sua casa em Dresden, em 1945, durante o Bombardeamento de Dresden.